# Pituriaspis
Pituriaspis doylei
Genre
Espèce
Pituriaspis doylei, unique représentant du genre fossile Pituriaspis, est une des deux espèces connues de poissons sans mâchoires appartenant à la classe des Pituriaspida. C'est la mieux connue des deux. L'espèce vivait dans les estuaires au Givétien (Dévonien moyen), il y a environ 390 millions d'années, dans l'actuel bassin de Georgina au Queensland occidental, en Australie.

## Publication
Le genre Pituriaspis a été décrit par Young (d) en 1991. Celui-ci nomma cet agnathe Pituriaspis doylei d'après la drogue pituri des aborigènes d'Australie parce qu'il trouvait hallucinante la forme bizarre du fossile. Les premiers spécimens de P. doylei étaient des moulages en grès de la carapace céphalique, sans aucun os conservé.

## Description
P. doylei ressemblait vaguement aux Osteostraci, mais aucun n’est considéré comme un proche parent. La carapace céphalique s’étend vers l'arrière pour former un long segment ventral qui atteignait probablement la région anale. La partie dorsale de la carapace céphalique diffère des ostéostracés en ce que les orbites sont séparées et que le bouclier ne comporte pas de foramen pinéal (la fosse entre les yeux de Cephalaspis et espèces apparentées), et que l'ouverture à la base du rostre donne très peu d'indications sur la nature des ouvertures nasales. L'exosquelette est orné de petits tubercules arrondis. Une caractéristique unique de Pituriaspida est un creux particulier, qui pourrait avoir contenu un organe sensoriel, située ventralement par rapport aux orbites, connu sous le nom de dépression adorbitale. On ne sait presque rien du reste du corps, si ce n'est qu'il avait une paire de nageoires pectorales bien développées, semblables à celles des ostéostracés et des poissons gnathostomes, ancêtres des tétrapodes.